# Anosia pseudophilene
Anosia pseudophilene är en fjärilsart som beskrevs av Hans Fruhstorfer 1907. Anosia pseudophilene ingår i släktet Anosia och familjen praktfjärilar. Inga underarter finns listade i Catalogue of Life.